# 诺彦·耶希嘎拉僧
诺彦·耶希嘎拉僧（1762年—1819年？），蒙古族，图什业图旗（今内蒙古自治区科尔沁右翼中旗）人，第三世诺彦活佛。

## 生平
清朝乾隆二十七年（1762年），第三世葛根耶希嘎拉僧转生，生于图什业图旗协理色楞纳木吉拉的家中。8岁时登位，28岁赴西藏的斯热捷布桑庙学经，33岁返回。清朝嘉庆元年（1796年），在第二世葛根勘定的陶赖图山脚下，开始兴建梵通寺、广寿寺、广觉寺、宏济寺四座庙宇。经过三年的修建，四座庙宇于1798年7月12日落成。他登位之后不久，便从北京的清廷方面领回了第二世葛根获得的101名度牒执照。耶希嘎拉僧在58岁时圆寂。